# Mörbylånga (comune)
Mörbylånga è un comune svedese di 13 966 abitanti, situato nella contea di Kalmar. Il suo capoluogo è la cittadina omonima.

## Località
Nel territorio comunale sono comprese le seguenti aree urbane (tätort):
| # | Località    | Popolazione |
| - | ----------- | ----------- |
| 1 | Färjestaden | 4 636       |
| 2 | Mörbylånga  | 1 784       |
| 3 | Skogsby     | 528         |
| 4 | Algutsrum   | 499         |
| 5 | Degerhamn   | 372         |
| 6 | Vickleby    | 310         |
| 7 | Gårdby      | 262         |
| 8 | Arontorp    | 231         |
| 9 | Kastlösa    | 208         |